# Onorio Domenico Caramella
Onorio Domenico Caramella (Palermo, 15 febbraio 1623 – Roma, 10 febbraio 1661) è stato un letterato, poeta e religioso italiano, noto per la sua produzione intellettuale che spaziava dalla poesia alla saggistica, passando per la filosofia, la storia e le scienze esatte.
La sua figura si distinse non solo in Sicilia, ma anche a Venezia e a Roma, dove visse a lungo, legando il suo nome alla cultura letteraria dell'epoca.

## Biografia
Nato a Palermo il 15 febbraio 1623, fu educato con grande attenzione e dedizione, acquisendo lauree in filosofia e teologia; fu ordinato sacerdote. Inoltre la sua curiosità lo spinse ad approfondire le scienze esatte, studiando geometria e trigonometria sotto la guida di Carlo Maria Ventimiglia, celebre matematico del tempo. Le sue inclinazioni verso la scienza e la letteratura si intrecciarono con grande naturalezza, e divenne noto per la sua abilità poetica. La sua produzione letteraria comprendeva poesie in volgare e in latino, che lo resero celebre in accademie letterarie di tutta Italia, da Venezia a Roma.
Nel 1651 pubblicò la sua opera più celebre, il Museum illustrium poetarum qui ad haec usque tempora latina carmina scripserunta, una raccolta di poesie latine di autori illustri, con annotazioni di Michele Foscarini. Questa opera gli valse un riconoscimento ampio, ed è conservata anche manoscritta nella Biblioteca comunale di Palermo. La sua attività poetica e letteraria lo fece apprezzare in diverse accademie, tra cui l'Accademia degli Accesi, e anche al di fuori dei confini siciliani, come dimostrato dalla sua partecipazione alla cultura letteraria veneziana e romana. Proprio a Roma fu membro dell'Accademia degli Umoristi.
Fu un prolifico autore di opere manoscritte, alcune delle quali rimasero inedite. Tra i suoi lavori più significativi, troviamo un ampio trattato storico, Ephemerides historiae universalis ab anno Christi 1623 usque ad annum 1652 inclusive, un'opera che avrebbe dovuto coprire dieci volumi, ma restò incompleta a causa della sua morte prematura. Questo manoscritto fu successivamente raccolto e conservato dal suo amico, don Giuseppe Marascia, in un unico volume, custodito anch'esso nella Biblioteca comunale di Palermo.
Un altro manoscritto inedito è la raccolta Prose e versi italiani e latini, che include una singolare operetta dal titolo Armonia pratica politica, in cui l'autore offre ai principi cristiani una guida sul modo di cantare in concerto. La sua vena umoristica e satirica è evidente in altre sue opere, come la raccolta di Rime italiane, che contiene poesie bizzarre e ironiche come Le lodi dei pidocchi, Le esagerazioni iperboliche del Naso e Le cacate amorose. Questi componimenti mostrano un lato più giocoso e parodistico della sua produzione, in contrasto con la serietà di altre opere storiche e filosofiche.
Trascorse gli ultimi anni della sua vita a Roma, dove divenne amico del cardinale Bernardino Spada. Morì il 10 febbraio 1661, all'età di 37 anni, lasciando un'eredità culturale significativa. La sua morte fu un colpo doloroso per i suoi contemporanei, che ne celebrarono la memoria con un elogio funebre composto in prosa e versi. La sua produzione letteraria, abbondante e variegata, rimane una testimonianza della sua straordinaria capacità di coniugare le scienze e le lettere, rendendolo una figura di spicco nella cultura del XVII secolo.

## Opere
- (LA) Onorio Domenico Caramella, Museum illustriorum poetarum qui ad haec usque tempora latino carmine scriptserunt, Venezia, Ognibene Ferretti, 1651, SBN PUVE023052.
- (LA) Onorio Domenico Caramella, Prospero Philippo Balthassari Hispaniarum principi puerilis naenia a gloria decantata, Roma, Francesco Moneta, 1658, SBN BVEE043804.